# Geminiano Montanari
Geminiano Montanari (1 de junho de 1633 - 13 de outubro de 1687) foi um astrônomo italiano, primariamente conhecido por sua observação de 1667 da estrela Algol, e sua conclusão que esta varia em brilho. Acredita-se que seja provável que outras pessoas tenham notado este efeito anteriormente, embora Montanari tenha sido o primeiro astrônomo a recordar esta observação. O nome da estrela, de origem árabe, significa "fantasma" ou "demônio", indicando que esta característica possa ter sido reconhecida anteriormente.